# Llista d'esportistes balears olímpics

## Londres 1948
- Cristòfol Tauler Gelabert (tir)
- Jaume Oliver Frontera Jim Oliver (boxa)
- Josep Lluís Riera Cavaller (pentatló)
- Albert Moreiras López (Pentatló)

## Hèlsinki 1952
- Enric Granados Aumacellas (natació)

## Roma 1960
- Miquel Martorell Pou (ciclisme)
- Miquel Mora Gornals (ciclisme)
- Francesc Tortella Rebassa (ciclisme)

## Munic 1972
- Damià Cerdà Mayrata (tir)
- Rafel Rullan Ribera (bàsquet)

## Montreal 1976
- Antònia Real Horrach (natació)
- Joan Seguí Picornell (tir)

## Moscou 1980
- Rafel Escalas Bestard (natació)
- Joan Seguí Picornell (tir)

## Los Angeles 1984
- Eduard Bellini Ferrer (vela)
- Rosa Costa Soler (natació sincronitzada)
- Rafel Escalas Bestard (natació)
- Joan Enric Escalas Bestard (natació)
- Joan Seguí Picornell (tir)

## Seül 1988
- Jaume Monjo Carrió (vela)
- Joan Seguí Picornell (tir)

## Barcelona 1992
- Francesc Soler Atencia (futbol)
- Gabriel Vidal Nova (futbol)
- Jordi Calafat Estelrich (vela)
- Josep Lluís Ballester Tuliesa (vela)
- Fernando Rita Larrucea (vela)
- Laura de la Torre Tur (voleibol)
- Joan Seguí Picornell (tir)

## Atlanta 1996
- Joan Llaneras Rosselló (ciclisme)
- Jordi Calafat Estelrich (vela)
- Josep Lluís Ballester Tuliesa (vela)

## Sydney 2000
- Miquel Alzamora Riera (ciclisme)
- Margalida Fullana Riera (ciclisme)
- Joan Llaneras Rosselló (ciclisme)
- Antoni Tauler Llull (ciclisme)
- Josep Lluís Ballester Tuliesa (vela)
- Maria del Mar Sánchez Gutiérrez (atletisme)
- Ernesto Rodríguez Gómez (voleibol)

## Atenes 2004
- Antoni Peña Picó (atletisme)
- Felipe Vivancos (atletisme)
- Marta Fernández Farrés (bàsquet)
- Rudy Fernández Farrés (bàsquet)
- Miquel Alzamora Riera (ciclisme)
- Margalida Fullana Riera (ciclisme)
- Joan Llaneras Rosselló (ciclisme)
- Elena Gómez Servera (gimnàstica rítmica)
- Moisés Sánchez Parra (lluita)
- Marco Rivera (natació)
- Roser Vives Moya (natació)
- Briggite Yagüe (taekwondo)
- Carles Moyà Llompart (tennis)
- Rafel Nadal Parera (tennis)

## Pequín 2008
- Rudy Fernández Farrés (bàsquet)
- Margalida Fullana Riera (ciclisme)
- Joan Llaneras Rosselló (ciclisme)
- David Muntaner Juaneda (ciclisme)
- Antoni Tauler Llull (ciclisme)
- Elisabet Salom Pons (gimnàstica rítmica)
- Francisco Sánchez Parra (lluita)
- Melanie Costa (natació)
- Maria Fuster Martínez (natació)
- Marco Rivera (natació)
- Rafel Nadal Parera (tennis)
- Núria Llagostera Vives (tennis)
- Albert Torres Barceló (ciclisme)
- Alba Torrens Salom (bàsquet)
- Daniel Morillo Prats (tir amb arc)

## Londres 2012
- Rudy Fernández Farrés (bàsquet)
- Sergi Llull Melià (bàsquet)
- Alfonso Benavides (piragüisme)
- Melanie Costa (natació)
- Margalida Crespí (natació sincronitzada)
- Briggite Yagüe (taekwondo)
- Núria Llagostera Vives (tennis)
- Mario Mola (triatló)
- Fabián González (gimnàstica)
- David Muntaner Juaneda (ciclisme)
- Albert Torres Barceló (ciclisme)
- David Bustos González (atletisme)[5]
- John Garcia Thompson (voleibol platja, competint amb Gran Bretanya)[6]

## Rio 2016
- Rudy Fernández (bàsquet)
- Sergi Llull (bàsquet)
- Álex Abrines (bàsquet)
- David Bustos (atletisme)
- Caridad Jerez (atletisme)
- Alba Torrens (bàsquet)
- Youba Sissokho (boxa)
- Joan Lluís Pons (natació)
- Melani Costa (natació)
- Marco Sánchez (natació)
- Sete Benavides (piragüisme)
- Marcus Cooper (piragüisme)
- Rafael Nadal (tennis)
- Mario Mola (triatló)[8]
- Mateu Sanz (windsurf, competint amb Suïssa)

## Tòquio 2020[9]
- Jaime Mateu (skateboarding)
- Alba Torrens (bàsquet)
- Rudy Fernández (bàsquet)
- Sergi Llull (bàsquet)
- Álex Abrines (bàsquet)
- Paula Barceló (vela, 49erFX)
- Joan Cardona Méndez (vela, Finn)
- Marco Asensio (futbol)
- Marcus Cooper Walz (piragüisme)
- Mario Mola (triatló)
- Albert Torres (ciclisme)
- Mavi García (ciclisme)
- Joan Lluís Pons (natació)
- Hugo González de Oliveira (natació)
- Nicolau Mir (gimnàstica artística)
- Marc Tur (marxa)
- Natàlia Romero (atletisme)
- Mateu Sanz (windsurf, competint amb Suïssa)[10]

## París 2024[11]
- Rudy Fernández (bàsquet)
- Sergi Llull (bàsquet)
- Àlex Abrines (bàsquet)
- Alba Torrens (bàsquet)
- Joana Camilion (bàsquet)
- Cata Coll (futbol)
- Mariona Caldentey (futbol)
- Patricia Guijarro (futbol)
- Sergi de Celis (natació)
- Hugo González de Oliveira (natació)
- Marcus Cooper Walz (piragüisme)
- Joan Toni Moreno (piragüisme)
- Rafael Nadal (tennis)
- Jaume Munar (tennis)
- Paula Barceló (vela)
- Ignasi Baltasar (vela)
- Mavi García (ciclisme)
- Albert Torres (ciclisme)
- Adrián Abadía (salts)
- Nicolau Mir (gimnàstica artística)
- Omar de la Cruz (futbol, competint amb la República Dominicana)